# Grevyzebra
Das Grevyzebra (Equus grevyi) ist ein Zebra aus der Gattung der Pferde (Equus) innerhalb der Familie der Pferde (Equidae). Die Art ist nach dem ehemaligen französischen Präsidenten Jules Grévy benannt, dem in den 1880er Jahren ein Tier vom Kaiser Abessiniens geschenkt wurde. Das Grevyzebra lebt im nordöstlichen Afrika, hauptsächlich in Äthiopien und Kenia in trockenen Gebieten und ist eher einzelgängerisch. Als Hauptnahrung dienen Gräser, seltener auch weichere Pflanzen. In freier Wildbahn ist das Grevyzebra aufgrund von Bejagung und durch Lebensraumverlust stark vom Aussterben bedroht. Es weist gegenüber anderen Zebraformen das dichteste Streifenmuster auf und stellt die größte der heute wildlebenden Pferdearten dar.

## Merkmale

### Habitus

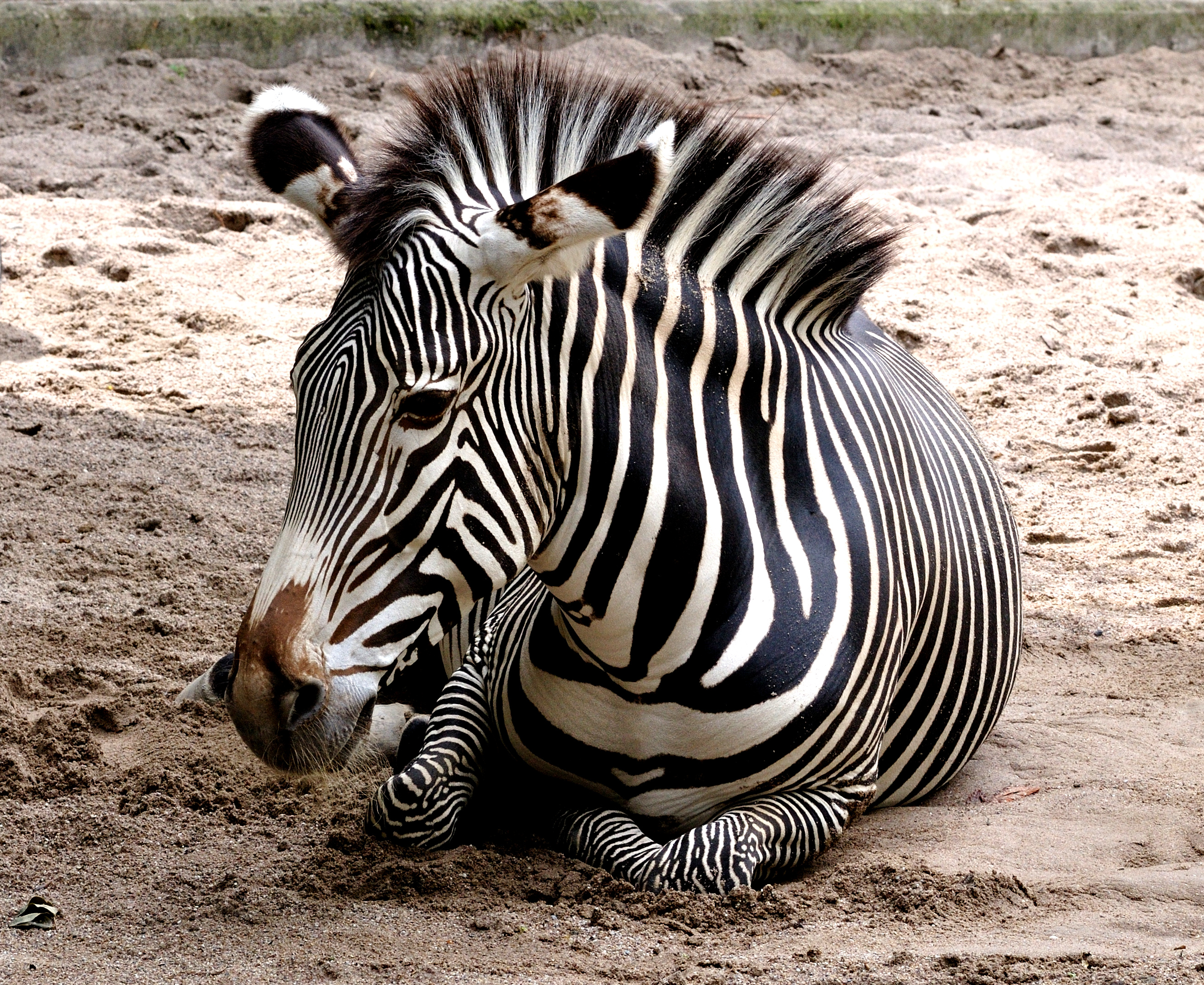
Grevyzebra, liegend

Das Grevyzebra ist das größte der heute lebenden Zebras und der größte wildlebende Vertreter der heutigen Pferde. Es erreicht eine Kopf-Rumpf-Länge von ca. 300 cm, zuzüglich einer Schwanzlänge von 50 cm und eine Schulterhöhe von 125 bis 150 cm. Das Gewicht des erwachsenen Grevyzebras beträgt 350 bis 430 kg. Männliche Tiere sind dabei etwas größer als weibliche. Der Kopf ist relativ groß und langgestreckt, der Hals eher kurz. Daneben besitzt das Grevyzebra im Vergleich zu den Eseln und den Wildpferden kürzere und gerundete Ohren. Die Beine sind lang und schlank geformt und enden in relativ kleinen, ovalen, aber pferdeartig breiten Hufen. Dabei sind Griffelbeine deutlich weniger reduziert als bei den anderen modernen Pferdearten. Chestnuts, schwielenartige Erhebungen von bräunlicher Färbung sind nur an den Vorderbeinen oberhalb des Karpal-Gelenks ausgebildet und klein. Wie bei allen Zebras hat auch die Mähne des Grevyzebras eine dunkle Mittelhaarflur, die sich als Aalstrich über den Rücken bis auf die Schwanzwurzel fortsetzt. Die Mähne überragt im aufgerichteten Zustand die Ohren. Bei den Fohlen des Grevyzebras erstreckt sich die Mähne bis zur Schwanzbasis. Sie verschwindet beim Vermausern des Jugendhaares.
Charakteristisch ist das Streifenmuster, welches bei jedem Tier individuell geformt ist und das schmalste und dichteste aller Zebras ist. Die Streifen sind lackschwarz bis schwarzbraun gefärbt und weisen eine durchschnittliche Breite von 25 bis 38 mm auf, während sie einen Abstand von ca. 20 mm am unteren Anfang haben. Zwischen Schulter und Hinterteil sind in der Regel 18 bis 26 Streifen, inklusive Halbstreifen, angeordnet, am Hals 9 bis 16. Sie reichen schwanzwärts bis zum höchsten Punkt der Kruppe. Ihr hinterer Teil zwischen Rumpf- und Keulenstreifung ist ausgefüllt mit einem die Schwanzwurzel umgebenden System ganz schmaler, diagonal verlaufender Streifen, dem sogenannten Rost. Die Grundfarbe des Grevyzebras ist weiß bis weißgelb oder aschgrau. Der Bauch weist keine Streifen auf. Beim Grevyzebra fehlen die „Schattenstreifen“, dafür zieht sich ein breiter dunkler Streifen am Rückgrat entlang. Das Streifenmuster bildet sich ontogenetisch bereits im Embryonalstadium, wobei bei einem fünf Wochen alter Embryo schon insgesamt 80 Streifen auftreten.

### Schädel- und Gebissmerkmale

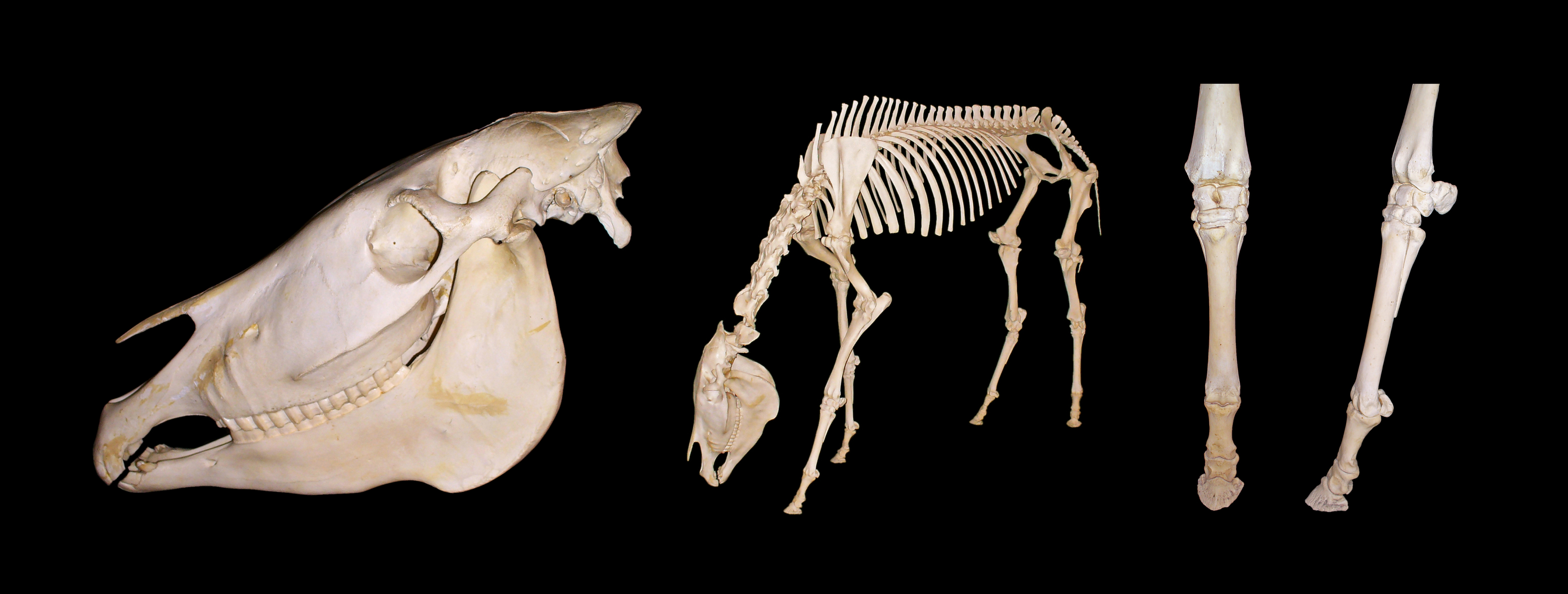
Equus grevyi. Schädel, Skelett, linker Vorderfuß frontal und lateral

Der Schädel wird 49 cm lang und ist eher schmal gebaut mit nicht sehr weit herausragenden Jochbeinen. Er besitzt eine charakteristisch langgezogene Schnauze, die das Grevyzebra deutlich vom Afrikanischen Esel (Equus asinus) oder Asiatischen Esel (Equus hemionus) unterscheidet. Das Hinterhauptsbein ist breit und deutlich ausgezogen, so dass es über die Gelenkflächen (Kondylen) als Ansatz der Halswirbel hinausragt. Das schwach ausgebildete Nasenbein besitzt eine leichte Krümmung. Die zwischen den beiden Schädelknochen befindliche Stirnlinie verläuft deutlich gerade.
Der 38 cm lange Unterkiefer weist eine robuste Gestalt auf mit hochragenden Gelenkästen. Das Gebiss des Grevyzebras ist nicht reduziert und besitzt dementsprechend folgende Zahnformel: {\displaystyle {\frac {3.1.4.3}{3.1.4.3}}}. Die Schneidezähne sind langgestreckt und meißelförmig gestaltet. Der Eckzahn, der durch ein Diastema von den Schneidezähnen getrennt ist, ist eher klein. Zum hinteren Gebiss besteht ebenfalls ein diesmal größeres Diastema. Dessen Zähne, die Prämolaren und Molaren weisen jeweils hohe Zahnkronen (hypsodont) mit stark gefaltetem Zahnschmelz und einem hohen Zahnzementanteil auf. Dabei sind die Prämolaren deutlich molarisiert und ähneln den hinteren Backenzähnen. Bei den Molaren des Unterkiefers ist der Verlauf des Zahnschmelzes am hinteren Rand zwischen beiden Vorsprüngen Metaconid und Metastylid eher V-förmig oder gewinkelt ausgeprägt, womit die Pferdeart zu der non-caballinen oder stenoninen Gruppe der Gattung Equus gehört.

### Sinnesleistungen und Lautäußerungen
Zahlreiche Lautäußerungen sind beim Grevyzebra bekannt. Alarmierte Tiere geben ein lautes Brummen von sich, das weit widerhallt und an Löwen erinnert. In ähnlichen Situationen oder bei Schmerz und Furcht wird ein Pfeifen oder Quietschen ausgestoßen. Dies geben auch Jungtiere von sich, die vom Muttertier getrennt wurden. Warnungen werden durch Schnauben angezeigt, was häufig mit stampfenden Vorderbeinen verbunden ist, während die Hengste bei Territorialkämpfen brüllen. Ein dem Bellen ähnlicher Laut wird beim Geschlechtsakt verwendet.

## Verbreitung

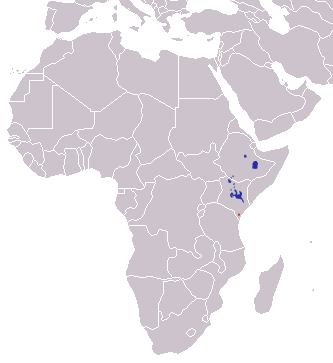
Verbreitung von Equus grevyi, blau: natürliche Verbreitung, rot: eingeführt.

Das Verbreitungsgebiet des Grevyzebras befindet sich in Ostafrika und am Horn von Afrika, beschränkt sich heute aber weitgehend auf Äthiopien und Kenia, Angaben für den Sudan lassen sich bisher nicht bestätigen. Allerdings sind die Habitate stark zersplittert. Eine kleine Population lebt in der Alledeghi-Ebene nordöstlich des Awash-Nationalparks in Äthiopien. Weitere Bestände sind im südlichen Äthiopien vom See Chew Bahir bis zum Mount Kenya und entlang des Tana zu finden. Häufiger kommt es noch im nördlichen Kenia östlich des Großen Afrikanischen Grabenbruchs bis hin zum Tana-Fluss vor. Hier lebt das Grevyzebra in mehreren Wildschutzgebieten. Ursprünglich war das Verbreitungsgebiet wesentlich größer und reichte vom Grabenbruchsystem in Kenia bis nach Somalia und ins nördliche Äthiopien.
Der Lebensraum umfasst halbtrockene offene Landschaften bis in eine Höhe von 1.700 m. Hier bewohnen die Tiere Regionen mit niedriger bis halbhoher Vegetation (1 bis 4 m Höhe), hauptsächlich von Akazien bestandene Busch- und Grasländer, in denen aber Wasser zugänglich sein muss. Dabei bevorzugen sie ebenes oder hügeliges Gelände mit steinigem Untergrund. Allerdings gibt es durchaus individuelle Unterschiede bei der Bevorzugung bestimmter Landschaften. Stuten mit säugenden Fohlen beanspruchen Gebiete mit grünem und frischem Bewuchs, ebenso wie Hengste ohne eigenes Territorium. Dagegen tolerieren Stuten ohne Fohlen und territoriale Tiere auch Regionen mit trockener Vegetation. Aufgrund dessen und der in manchen Regionen regelmäßig vorkommenden Dürren unternimmt das Grevyzebra jahreszeitliche Wanderungen. Die Populationsdichte liegt in Gebieten mit einer höheren Bestandsdichte bei maximal 0,1 bis 0,2 Individuen je km².

## Lebensweise

### Territorialverhalten

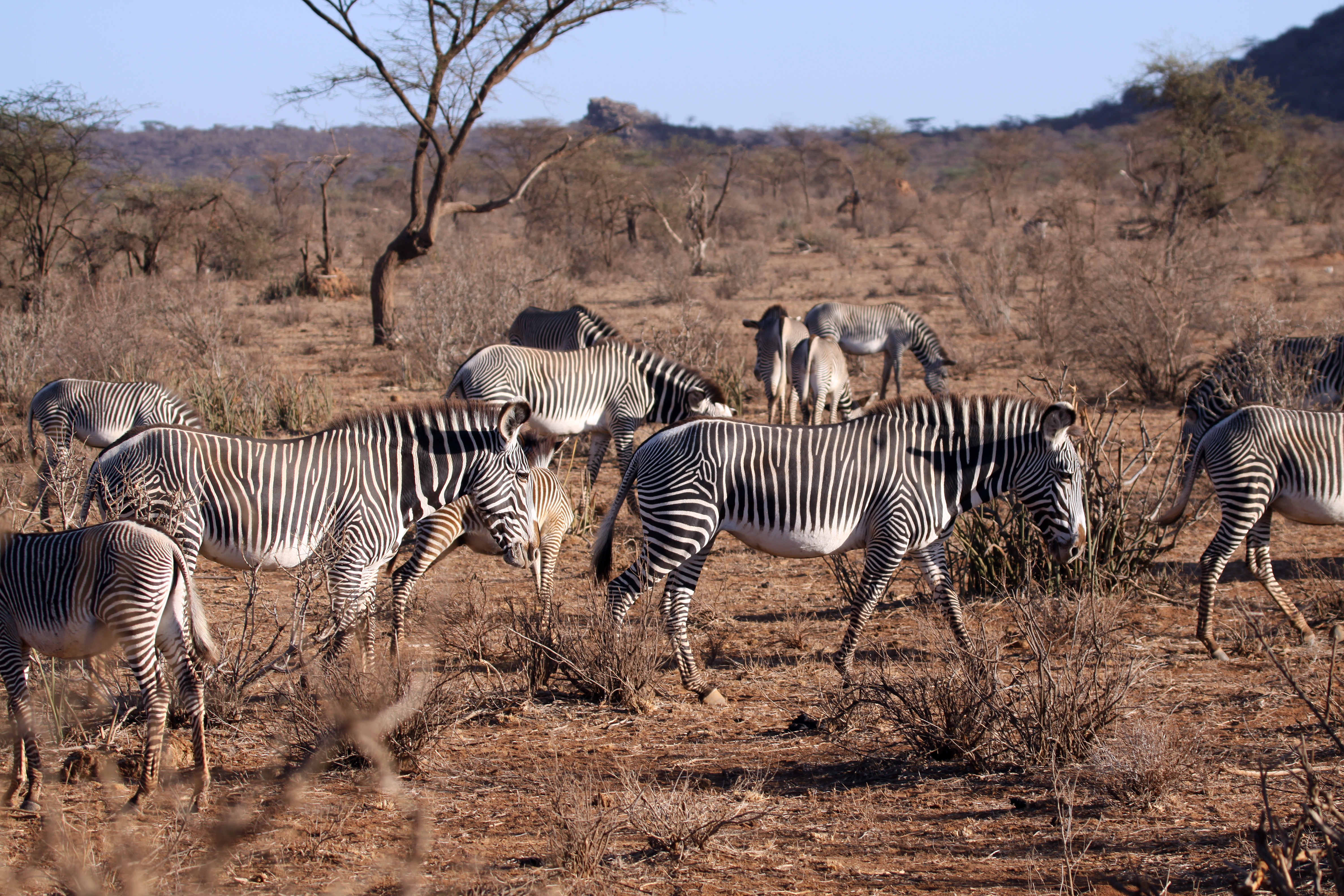
Grevyzebras

Anders als das Bergzebra (Equus zebra) und das Steppenzebra (Equus quagga) bildet das Grevyzebra keine wirklichen Herden. Wenn die Umweltbedingungen günstig sind, können in einem Gebiet zwar sehr viele Individuen zusammenkommen, was meist während der Nahrungsaufnahme passiert. Diese Gruppen bestehen aus Vertretern beiderlei Geschlechts, es gibt aber keine Führungstiere, und die Verbände lösen sich schnell wieder auf. Enge soziale Bindungen existieren nur zwischen Stuten und ihrem Nachwuchs. Weibchen mit Fohlen und Junggesellen schließen sich jeweils manchmal zu losen Verbänden zusammen. Ältere Hengste leben oft einzelgängerisch und unterhalten Territorien, die sie gegen gleich alte Geschlechtsgenossen verteidigen. Diese Reviere können 2,5 bis 10 km² groß sein und werden in Gebieten mit trockener Vegetation angelegt. Die Grenzen der Reviere folgen dabei häufig natürlichen Barrieren wie Wasserläufen. Viel begangene Wege oder Treffpunkte mit Artgenossen werden durch Urin und Kot markiert. Ein dominanter Hengst hält das Revier maximal ein Jahr und toleriert andere männliche Tiere dort, solange keine brünftigen Stuten anwesend sind. Dann verteidigt er sein Revier mit Bissen in Nacken, Rücken oder an den Flanken. Gelegentlich gehen Stuten mit Fohlen auch temporäre Verbindungen mit Hengsten ein, um den Nachstellungen mehrerer anderer männlicher Tiere in der Aufzuchtsphase zu entgehen.

### Ernährung

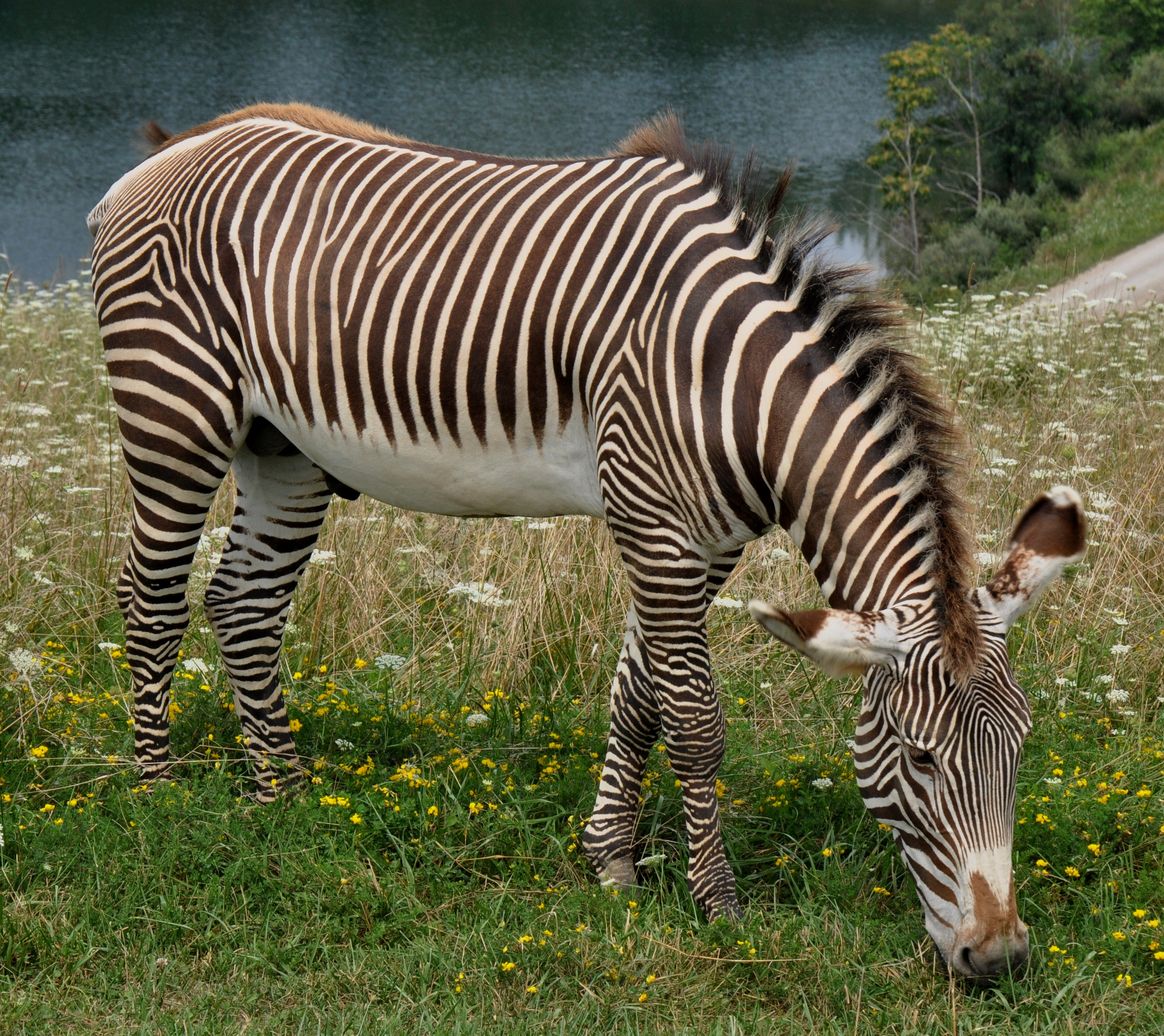
Grevyzebra bei der Nahrungsaufnahme

Das Grevyzebra ernährt sich von harter kieselsäurereicher Grasnahrung, an die es mit seinen hochkronigen Backenzähnen mit hohem Zahnzementanteil und dem kräftigen Unterkiefer angepasst ist. Zur Hauptnahrung gehören Lampenputzergräser und Fingerhirse, aber auch Vetiver, Stachelgras und weitere Süßgräser. Weiterhin sind auch Hülsenfrüchte als Nahrungspflanzen bekannt. Allerdings nimmt diese Zebra-Art gelegentlich auch weichere Pflanzennahrung wie Blätter, Zweige oder Blüten zu sich, was aber weniger als 30 % der Gesamtnahrung ausmacht. Die pflanzliche Nahrung enthält die meisten der für den Stoffwechsel notwendigen mineralischen Stoffe, die Nutzung von Salz- und Minerallecken ist deshalb nicht bekannt. Im Gegensatz zum Steppenzebra braucht das Grevyzebra weitaus weniger Wasser und kann bis zu fünf Tage ohne Flüssigkeit auskommen. Ausgenommen sind dabei stillende Muttertiere, die alle zwei Tage Wasser benötigen.

### Fortpflanzung

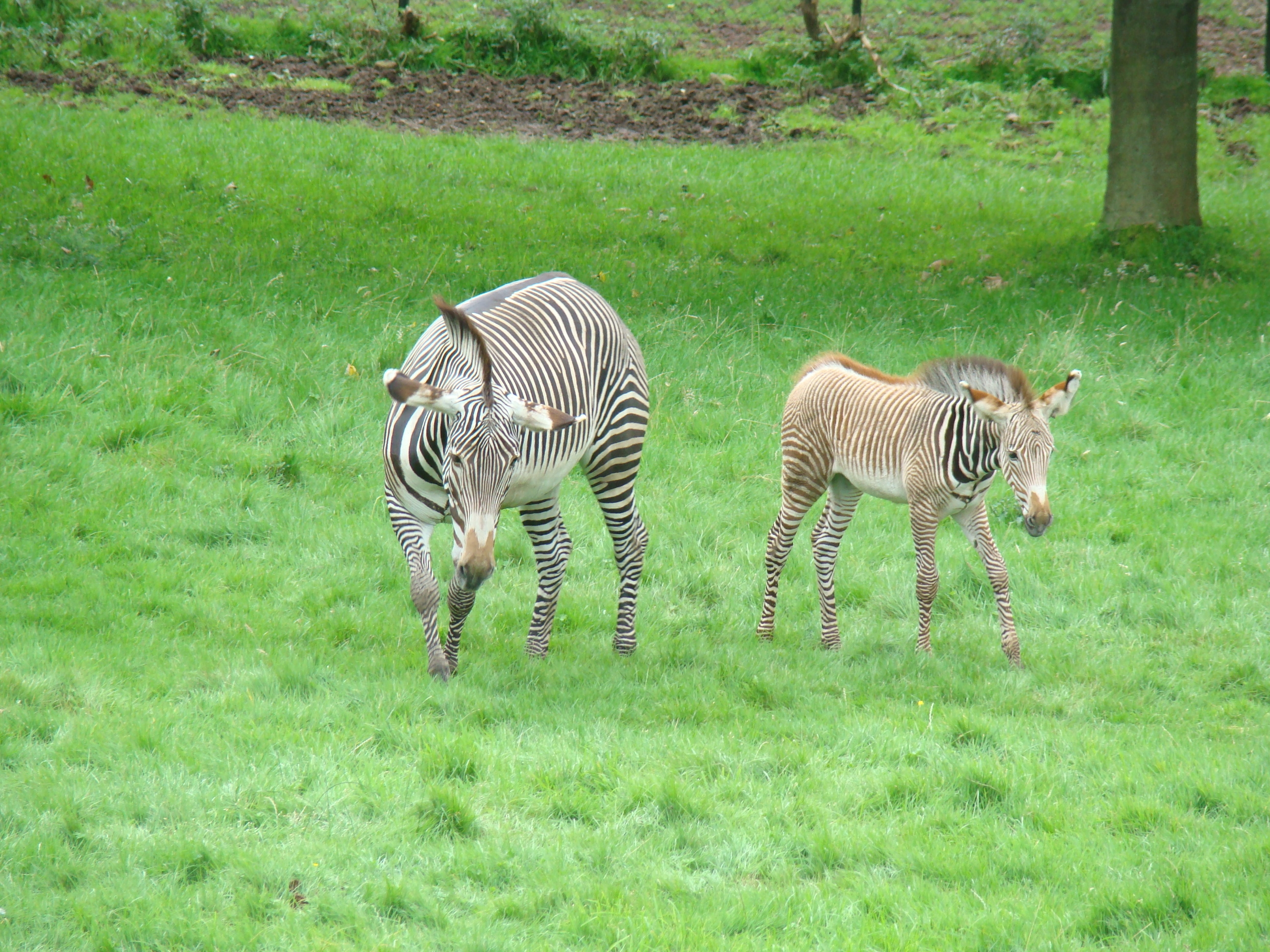
Stute mit Fohlen, welches noch teilweise die jugendliche Fellfarbe trägt

Ein junges männliches Grevyzebra ist mit drei Jahren geschlechtsreif, ein weibliches mit drei bis sechs Jahren. Die Brunft setzt alle 19 bis 33 Tage ein und dauert anfangs 2 bis 9 Tage, nach der ersten Geburt verlängert sie sich auf 9 bis 14 Tage. Während der Brunftzeit urinieren Stuten häufig. Ein paarungswilliger Hengst nähert sich einem Weibchen zunächst mit abmessenden Schritten, indem er die Fäkalien beriecht und ein flehmenartiges Rossigkeitsgesicht zeigt. Dann macht er zwickend, rempelnd oder kämpfend auf sich aufmerksam. Eine widerwillige Stute stößt häufig mit den Hinterbeinen aus und läuft davon. Das Vorspiel dauert dabei bis zu 30 Minuten. Der Geschlechtsakt nimmt nur 3 bis 10 Minuten in Anspruch, wird aber häufig bis zu 3 Stunden unterbrochen. Während der Begattung liegt der Hengst mit den Vorderfüßen auf den Schultern der Stute auf. Die Paarung findet meist in der Regenzeit statt.
Nach einer Tragzeit von etwa 390 Tagen kommt überwiegend ein einziges Fohlen zur Welt. Die Geburt findet in der Regel nach der Regenzeit im August oder September statt, kann aber auch ganzjährig erfolgen. Das Junge hat lange Ohren und schlanke Beine und besitzt ein langhaariges, ockerfarbenes Fell mit braunen Streifen. Es hat eine Schulterhöhe von etwa 90 cm und wiegt rund 40 kg. Innerhalb von im Mittelwert 14 Minuten steht es erstmals und beginnt wenig später bereits Milch zu saugen. Teilweise schließen sich Mutter- und Jungtier anderen Stuten mit Fohlen an. Grasnahrung nimmt das Fohlen sehr früh zu sich, nach 2 Monaten umfasst sie bereits rund 40 % der aufgenommenen Nahrung. Dies ist ein wesentlich höherer Anteil als bei anderen Pferdearten, deren Fohlen die gleiche Menge an Gras erst im Alter von 5 Monaten aufnehmen. Wasser trinkt ein junges Grevyzebra erstmals mit 3 Monaten. Im Alter von etwa vier Monaten entwickelt sich das kurzhaarige Fell mit der schwarz-weißen Streifenfärbung der Alttiere. Nach etwa anderthalb Jahren ist das Jungtier unabhängig. Die etwas schneller verlaufende jugendliche Entwicklungsphase, vor allem die abweichende Entwicklung der Nahrungsaufnahme und des Saug- und Trinkverhaltens, wird mit der Anpassung des Grevyzebras an sehr trockene Gebiete erklärt. Das Höchstalter in Gefangenschaft betrug 22 Jahre.

### Interaktion mit anderen Tierarten
Fressfeinde des Grevyzebras sind Löwen, Leoparden, Tüpfelhyänen und Wildhunde. Allerdings kann sich ein ausgewachsenes Grevyzebra gut gegen diese Tiere mit Tritten wehren, was gelegentlich zum Tod des Angreifers führt. Jungtiere können auch Geparden oder Krokodilen zum Opfer fallen. Das Grevyzebra lebt teilweise auch sympatrisch mit dem Steppenzebra, in Äthiopien partiell auch mit dem Afrikanischen Esel. Weiterhin kommt es gebietsweise zu Überschneidungen mit landwirtschaftlich genutzten Großtieren.

### Parasiten
Zahlreiche Parasiten sind beim Grevyzebra bekannt. Zu den äußeren gehören vor allem Läuse sowie Räude verursachende Milben, wie etwa Grabmilben und Zecken. Bemerkenswert ist, dass das Grevyzebra nicht von Tsetsefliegen befallen und so auch nicht mit der Schlafkrankheit angesteckt wird. Innere Parasiten umfassen Magendasseln, die ihre Eier vor allem im Magen ablegen. Weiterhin kommen Nematoden vor, vor allem der Unterklasse Spiuria, die die Lungen befallen. Unter ihnen sind Trichostrongylus und Oesophagostomum besonders häufig. Darüber hinaus sind auch Bandwürmer bekannt. An gefährlichen Krankheiten wurden Milzbrand, Tetanus, Herpesvirusinfektionen und Rinderpest beobachtet. Auch können bei Tieren in Gefangenschaft Anämien infolge von Vergiftungen auftreten, wie es durch den nordamerikanischen Rot-Ahorn bekannt ist.

## Systematik
Das Grevyzebra ist ein Vertreter der Gattung Equus, welche die heutigen modernen Pferde umfasst. Dabei gehört die Zebraform innerhalb dieser Gattung zur Gruppe der stenoninen oder non-caballinen Pferde. Diese charakterisieren sich durch die besondere Ausprägung der unteren Molaren. Das Grevyzebra gehört weiterhin der eigenen Untergattung Dolichohippus an. Andere, heute nicht mehr gebräuchliche Synonyme sind Sterrohippus, Kraterohippus und Kolpohippus. Einige DNA-Analysen zeigen eine nahe Verwandtschaft zum Steppenzebra, während das Bergzebra etwas weiter außen steht. Die Esel und  das Hauspferd (Equus caballus) bilden ebenfalls äußere Gruppen. Die Verwandtschaftsverhältnisse innerhalb der einzelnen Pferdearten sind aber noch nicht restlos geklärt. Innerhalb des Grevyzebras werden keine Unterarten unterschieden.
In früher historischer Zeit war das Grevyzebra bis nach Ägypten und Nordafrika verbreitet. Exemplare des Grevyzebras wurden im Kolosseum von Rom vom damaligen römischen Kaiser Caracalla (211 bis 217 n. Chr.) gezeigt. Zu jener Zeit nannte man es Hippotigris (Tigerpferd), ein Name, der heute als Untergattungsname für das Steppen- und Bergzebra in Gebrauch ist. Danach ging das Wissen um diese Zebraform verloren. Sie wurde erst im 17. Jahrhundert wieder bekannt, als der äthiopische König Assaghedus von Shewa drei Tiere an den osmanischen Sultan schickte. Menelik II., ebenfalls König von Shewa und Kaiser von Abessinien, schickte ein Grevyzebra an Jules Grévy, den damaligen Präsidenten von Frankreich. Das Tier verstarb aber während der Fahrt, wurde ausgestopft und im Muséum national d’histoire naturelle in Paris ausgestellt. Es diente dem französischen Zoologen Émile Oustalet 1882 als Grundlage für die Erstbeschreibung, der Name Grevyzebra ist dabei eine Ehrenbezeichnung für den damaligen Präsidenten Frankreichs.
Die ersten stenoninen Pferde sind in Afrika im Pliozän nachgewiesen, aus ihnen entwickelten sich die Zebras und der Afrikanische Esel. Ein früher, dem Grevyzebra ähnelnder Vertreter war Equus numidicus aus dem Altpleistozän, welcher vom nördlichen über das nordöstliche bis ins östliche und im südlichen Afrika nachgewiesen ist. Möglicherweise entwickelte er sich aus dem älteren Equus oldowayensis Ostafrikas. Eine weitere ältere Form wird durch Equus capensis aus Südafrika repräsentiert. Das Kapzebra erreichte ungefähr die Größe des heutigen Grevyzebras, war im Vergleich zu ihm aber noch nicht so stark auf Grasnahrung angewiesen. Das Grevyzebra selbst wurde erstmals für die Zeit vor etwa 500.000 Jahren nachgewiesen. Ein Schädel aus der Kapthurin-Formation im Baringo-Becken in Kenia gehört mit einem Alter von 547.000 bis 393.000 Jahren zu den ältesten Belegen für die Art. Bedeutende Funde aus dem Holozän stammen aus der Dakhleh-Oase in Ägypten und datieren ins dortige Neolithikum.

## Bedrohung und Schutz

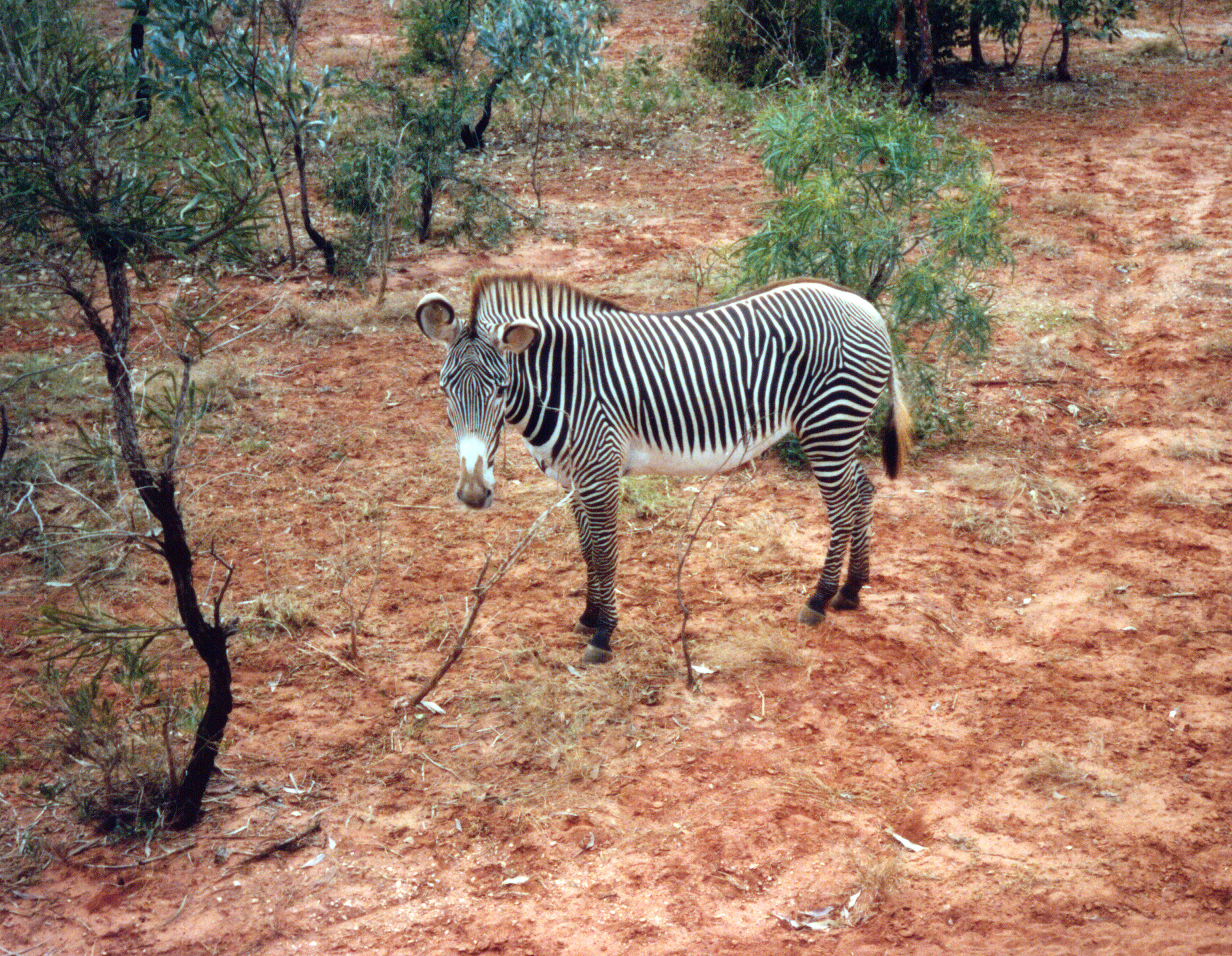
Grevyzebra im Pearl Coast Zoo in Broome, Australien

Grevyzebras wurden gejagt, um ihr attraktives Fell auszustellen und weil man sie für Nahrungskonkurrenten für das Vieh hielt. Allerdings fressen Grevyzebras besonders harte Grassorten, die für Rinder eher unverdaulich sind. Weitere Bedrohungen sind Reduktion des Verbreitungsgebietes durch Ausdehnung menschlicher Siedlungen und Wirtschaftsflächen und damit verbundene schlechtere Zugangsmöglichkeit zu Wasser. Noch in den 1960er Jahren umfasste der Bestand rund 15.000 Tiere. Heute werden 1.970 bis 2.440 Tiere angenommen. Allein zwischen 1988 und 2007 ging die Population um über 50 % zurück. Größere Bestände leben nur noch in Kenia, wo wirksame Schutzmaßnahmen erlassen wurden. Hier werden 1.500 bis 2.100 Tiere vermutet. Es wird angenommen, dass es in den letzten Jahren zu einer leichten Bestandserholung kam; lokal muss aber auch mit dem Rückgang einzelner Populationen gerechnet werden. Zudem kann es aufgrund von Überschneidungen mit dem Verbreitungsgebiet des Steppenzebras zu Hybridbildungen kommen, was teilweise einen Einfluss auf die Bestandsentwicklung hat. In Äthiopien umfasst die Population möglicherweise nur noch weniger als 130 Tiere, auch hier wird aber ein leichter Anstieg erwartet. Allerdings ist die Population mit einem Rückgang von 94 Prozent seit den 1980er Jahren fast zusammengebrochen. In Somalia wurde das Grevyzebra mittlerweile beinahe oder vollständig ausgerottet. Das Grevyzebra gilt als bedrohte Tierart und ist durch das Washingtoner Artenschutzübereinkommen (CITES) geschützt. Die IUCN führt es als endangered („stark bedroht“).

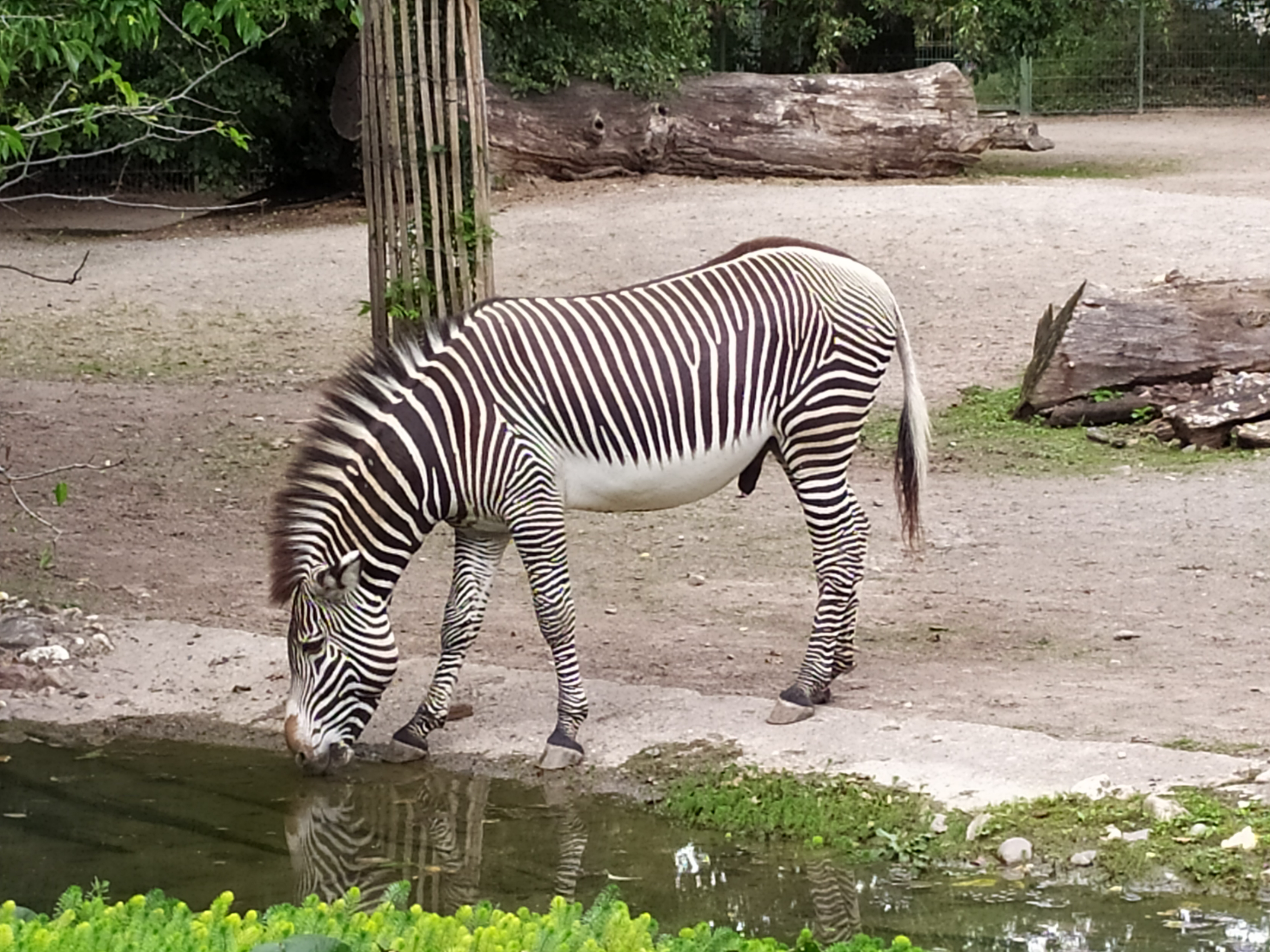
Trinkender Grevyzebra-Hengst im Kölner Zoo

Sowohl in Äthiopien als auch in Kenia ist das Grevyzebra offiziell unter Schutz gestellt. Äthiopische Schutzgebiete umfassen unter anderem das Alledeghi-Wildschutzreservat, das Yabello-Schutzgebiet und das Chalbi-Schutzgebiet, kenianische den Meru- und den Shaba-Nationalpark sowie das Buffalo-Springs- und das Samburu-Nationalreservat. Eine kleine Gruppe von 30 Tieren wurde im Tsavo-East-Nationalpark eingeführt. In Kenia kommt das Grevyzebra auch noch in privaten Schutzeinrichtungen und auch teilweise außerhalb der Grenzen der Schutzgebiete vor. Weitere Schutzmaßnahmen umfassen Beobachtungen in der freien Wildbahn bzw. Zugänglichmachung von Nahrungs- und Wasserreserven. In zoologischen Einrichtungen werden weltweit rund 600 Grevyzebras gehalten.